# Adidas Jabulani

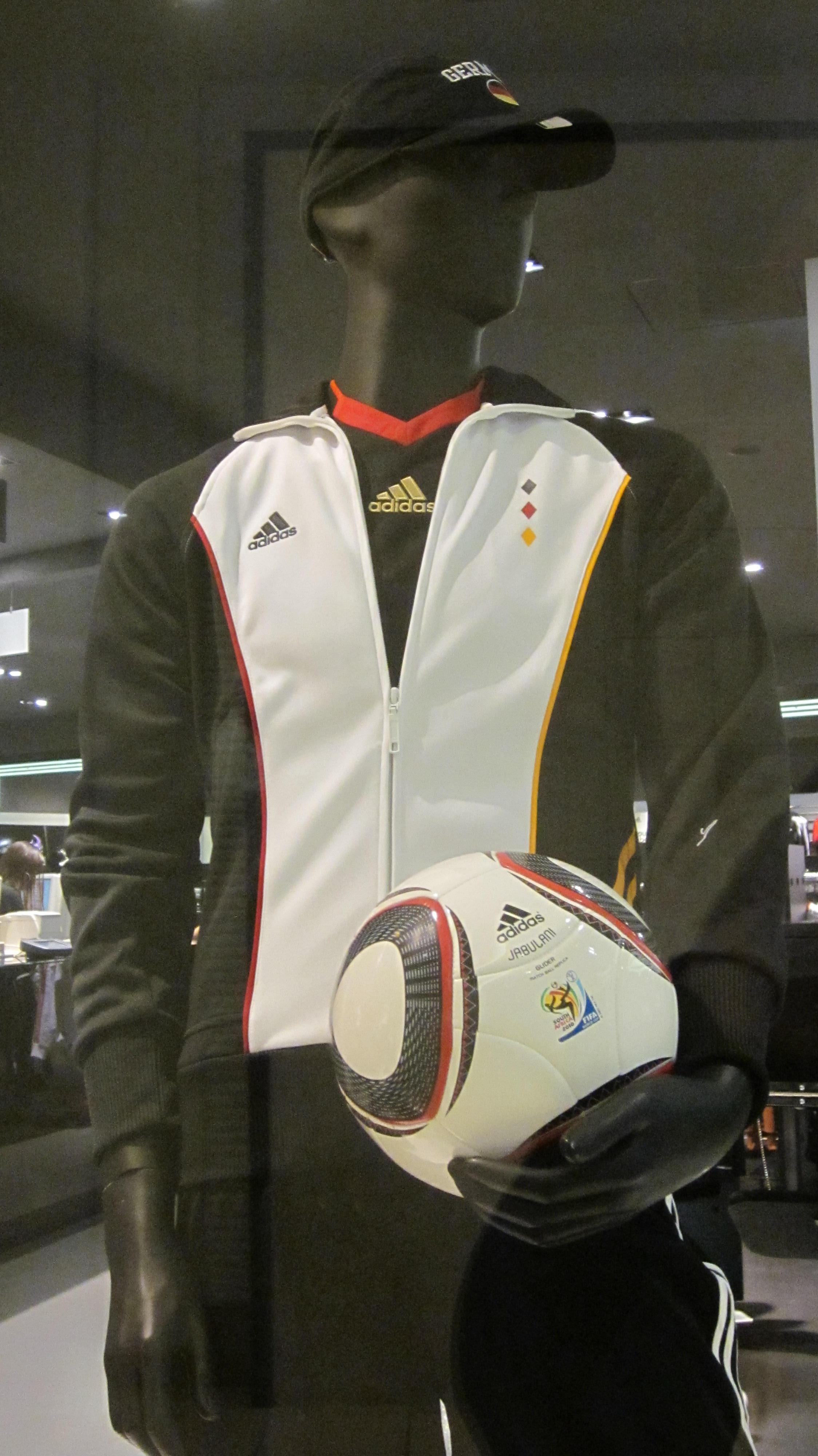
Adidas Jabulani 2010.

Jabulani (w jęz. zulu oznacza „świętować”) − oficjalny model piłki zaprojektowany przez firmę Adidas, którym były rozgrywane mecze podczas Mistrzostw Świata w Piłce Nożnej 2010 w Południowej Afryce.
Piłka składa się z ośmiu paneli profilowanych trójwymiarowo, pomalowanych na jedenaście barw, które symbolizują liczbę piłkarzy w drużynie oraz liczbę języków używanych w RPA.
Zgodnie z zapewnieniami firmy Adidas Jabulani jest idealnie okrągłą i najdokładniejszą piłką w historii futbolu.
Zdaniem Júlio Césara, bramkarza reprezentacji Brazylii, który brał udział w mundialu w RPA, piłki Adidas Jabulani stoją na bardzo niskim poziomie. Jak to określił: „są takie, jak te z supermarketu”. Jego słowa potwierdził trener brazylijskich bramkarzy Wendell Ramalho. Powiedział, że nowe piłki są „nieprzewidywalne”, zwłaszcza kopnięte z większej odległości.